# Застава (площадь)
Застава — площадь в центральной части города Воронежа. Площадь пересекает Плехановская улица, от неё начинается Донбасская улица, на ней заканчивается Средне-Московская улица.

## Описание
Рядом с площадью находится автомобильный путепровод через железнодорожные пути. У путепровода заканчивается Плехановская улица, и начинается Московский проспект. Посредине путепровода поперёк движению проходит граница Центрального и Коминтерновского районов города. Через площадь проходит два  троллейбусных маршрута из 5 имеющихся на данный момент городе.
На территории площади расположено несколько домов, но ни один из этих домов не приписан к ней, все относятся к близлежащим улицам.

## История
В прошлом долгое время по площади Застава проходила граница города, а на месте начала Московского проспекта начинался тракт на Москву. В 1796 году по указу Екатерины II ворота Заставы были украшены двумя пилонами, увенчанными двуглавыми орлами. В начале XX века пилоны стали разрушаться, власти города отказались проводить их ремонт, ссылаясь на то, что они не находятся на территории города. Вскоре губернатор запретил въезд в город через Заставу и ворота пришлось реставрировать.
При советской власти, в 1920-е годы, пилоны были разрушены как символ имперского прошлого. В советское время в связи с расширением города площадь перестала быть окраинной территорией и стала частью центра.
До 2001 года по площади проходила трамвайная линия. Демонтаж трамвайных путей был начат 2 июня 2001 года и к концу лета того же года был полностью завершён.

## Галерея
- Площадь Застава ночью
- Площадь Застава. Вид на  улицы Плехановскую и Донбасскую